# Авиньонская пьета
Авиньонская пьета́, или Пьета из Вильнёв-лез-Авиньон (фр. Pietà de Villeneuve-lès-Avignon) — картина, написанная около 1455 года и приписываемая живописцу Ангеррану Картону. В настоящее время хранится в Лувре.

## Происхождение картины
Происхождение и первоначальное местонахождение картины неизвестны.
В 1834 году картина была обнаружена в Соборной церкви Нотр-Дам-де-Вильнёв-лез-Авиньон Проспером Мериме, занимавшим в то время должность генерального инспектора исторических памятников. Мериме попытался заполучить картину в государственную коллекцию, предложив кюре церкви обмен «потемневшей, достаточно посредственной картины» (фр. tableau fort noir [...] et par conséquant très médiocre) на «красивую, современную, яркую картину» (фр. un beau tableau moderne bien brillant). Предложение Мериме не было принято.
В 1904 году картину представили на парижской выставке французских «примитивов», где она снова привлекает к себе внимание, в том числе со стороны Общества друзей Лувра.
12 июня 1904 года президент общества друзей Лувра Жорж Берже начинает переговоры с мэром города, предлагая ему купить картину за 35000 франков (это на 5000 франков выше страховой стоимости картины). К июлю цена поднимается до 50000 франков. В то же время куратор парижской выставки Анри Бушо пишет мэру Вильнёв об опасности обратной транспортировки картины из Парижа — картину следует немедленно реставрировать, и в случае покупки её для Лувра, расходы на реставрацию будут оплачены музеем.
Практически завершившиеся переговоры срываются в августе 1904 года, после того как аббат Валла, кюре Нотр-Дам-де-Вильнёв-лез-Авиньон, заявляет о правах церкви на картину — он предоставил консульский указ от 7 термидора XI года, согласно которому картина, изначально конфискованная у церкви в пользу Республики, была возвращена Соборной церкви. 2 октября 1904 года картина отправляется в Вильнёв-лез-Авиньон.
Переговоры продолжаются до весны 1905 года. На фоне обсуждения и принятия французского Закона о разделении церквей и государства кюре принимает аргументы Берже о том, что искусство принадлежит не только церкви, но и народу, и передаёт права на картину городу, в обмен на копию картины для церкви. Городские власти уступают картину Обществу друзей Лувра, уже за 100000 франков.
Картина торжественно передана в музей 14 ноября 1905 года, инвентарный номер RF 1569.

## Авторство
Проспер Мериме увидел в картине руку Джованни Беллини; другие искусствоведы также приписывали картину итальянским мастерам.
После выставки 1904 года снова начались споры из-за атрибуции, появилась версия испанской школы.
Не имея возможности с определённостью отнести картину к той или иной национальной школе, искусствовед Шарль Стерлинг в 1938 году ввёл термин «мастер Авиньонской пьеты». В том же году некий Мариньян (фр. Marignane) приписал авторство панели художнику Картону, но сделал он это на основании псевдонауки, близкой к лозоходству. Лишь 20 лет спустя, в 1959 году, Стерлинг доказал авторство Картона, основываясь на типологии расположения рук, лиц, складок тканей и структуры камней, сравнивая по этим параметрам авиньонскую картину с двумя другими, безусловно написанными рукой Картона: Дева Милосердия семьи Кадар и Коронация Богородицы.
По словам Доминика Тьебо, большинство историков искусства согласны признать авторство Картона, только Альбер Шатле и Жак Тюилье до сих пор отрицают его авторство «Пьеты».

## Значимость картины
Картина является одним из «105 главнейших произведений западной живописи», по версии воображаемого музея Мишеля Бютора.